# Știrbăț, Suceava
Știrbăț este un sat în comuna Udești din județul Suceava, Moldova, România.
Până la reforma administrativă din 1950 a făcut parte din județul Baia.